# Saproscincus
Saproscincus – rodzaj jaszczurek z podrodziny Eugongylinae w rodzinie scynkowatych (Scincidae).

## Zasięg występowania
Rodzaj obejmuje gatunki występujące w Australii (Queensland, Wiktoria i Nowa Południowa Walia). 

## Systematyka

### Etymologia
Saproscincus: łac. sapro- „zgniły”, od gr. σαπρος sapros „zgniły, spróchniały, zbutwiały”; scincus „rodzaj jaszczurki, scynk”. 

### Podział systematyczny
Do rodzaju należą następujące gatunki: 
- Saproscincus basiliscus
- Saproscincus challengeri
- Saproscincus czechurai
- Saproscincus eungellensis
- Saproscincus hannahae
- Saproscincus lewisi
- Saproscincus mustelinus
- Saproscincus oriarus
- Saproscincus rosei
- Saproscincus saltus
- Saproscincus spectabilis
- Saproscincus tetradactylus